# Comté de Franklin (Alabama)
Pour les articles homonymes, voir Comté de Franklin.
Le comté de Franklin est un comté  des États-Unis, situé dans l'État  de l'Alabama.

## Démographie
| 1820  | 1830   | 1840   | 1850   | 1860   | 1870  |
| ----- | ------ | ------ | ------ | ------ | ----- |
| 4 988 | 11 078 | 14 270 | 19 610 | 18 627 | 8 006 |

| 1880  | 1890   | 1900   | 1910   | 1920   | 1930   |
| ----- | ------ | ------ | ------ | ------ | ------ |
| 9 155 | 10 681 | 16 511 | 19 369 | 22 011 | 25 372 |

| 1940   | 1950   | 1960   | 1970   | 1980   | 1990   |
| ------ | ------ | ------ | ------ | ------ | ------ |
| 27 552 | 25 705 | 21 988 | 23 933 | 28 350 | 27 814 |

| 2000   | 2010   | - | - | - | - |
| ------ | ------ | - | - | - | - |
| 31 223 | 31 704 | - | - | - | - |

### Comtés limitrophes
| Comté de Tishomingo (Mississippi)                | Comté de Colbert  | Comté de Lawrence |
| Comtés de Tishomingo et d'Itawamba (Mississippi) | Comté de Franklin | Comté de Lawrence |
| Comté d'Itawamba (Mississippi)                   | Comté de Marion   | Comté de Winston  |